# Daniel King-Turner
Daniel King-Turner (ur. 15 maja 1984 w Nelson) – nowozelandzki tenisista.
Będąc już w gronie zawodowców King-Turner wielokrotnie wygrywał zawody z serii ITF Men's Circuit w grze pojedynczej.
W grze podwójnej zwyciężył w dwóch imprezach z serii ATP Challenger Tour, w Rimouski i Brisbane. Obydwa tytuły Nowozelandczyk wywalczył w 2007 roku, na kortach twardych w hali.
Od 2005 roku jest regularnym reprezentantem Nowej Zelandii w Pucharze Davisa. King-Turner wystąpił już w ponad 40 pojedynkach.
W rankingu gry pojedynczej King-Turner najwyżej był na 217. miejscu (19 lipca 2010), a w klasyfikacji gry podwójnej na 182. pozycji (8 września 2008).